# New Johnsonville
New Johnsonville é uma cidade localizada no estado norte-americano de Tennessee, no Condado de Humphreys.

## Demografia
Segundo o censo norte-americano de 2000, a sua população era de 1905 habitantes.
Em 2006, foi estimada uma população de 1982, um aumento de 77 (4.0%).

## Geografia
De acordo com o United States Census Bureau tem uma área de
18,3 km², dos quais 14,5 km² cobertos por terra e 3,8 km² cobertos por água.

## Localidades na vizinhança
O diagrama seguinte representa as localidades num raio de 28 km ao redor de New Johnsonville.